# Marcus Antonius Rufinus
Marcus Antonius Rufinus war ein im 2. Jahrhundert n. Chr. lebender römischer Politiker.
Durch Militärdiplome, die z. T. auf den 17. Januar 131 datiert sind sowie durch Inschriften ist belegt, dass Rufinus 131 zusammen mit Sergius Octavius Laenas Pontianus ordentlicher Konsul war.